# Lisa Jacob
Lisa Rae Jacob (Estados Unidos, 13 de mayo de 1974) es una nadadora retirada especialista en estilo libre. Fue olímpica en los Juegos Olímpicos de Atlanta 1996 donde consiguió dos medallas de oro en las prueba de 4x100 metros y 4x200 metros libres tras nadar las series eliminatorias.

## Palmarés internacional
| Juegos Olímpicos | Juegos Olímpicos          | Juegos Olímpicos | Juegos Olímpicos |
| Año              | Lugar                     | Medalla          | Prueba           |
| ---------------- | ------------------------- | ---------------- | ---------------- |
| 1996             | Atlanta ( Estados Unidos) | Medalla de oro   | 4x200 m libres   |
| 1996             | Atlanta ( Estados Unidos) | Medalla de oro   | 4x100 m libres   |